# Eseményalapú aszinkron tervezési minta
Az eseményalapú aszinkron tervezési minta egy konkurens programtervezési minta. Lényege, hogy a hívó nem blokkolódik, amíg a hívott válaszára vár, hanem csinálhat mást. A hívó értesítést kap, ha megjön a válasz.

## Háttere
A minta aszinkron hívásokat rendszerez, mivel a meghívott metódusok sokáig futhatnak. Ekvivalens az Allan Vermeulen által 1996-ban leírt én tartozom neked mintával.
A legtöbb programozási nyelvben az objektumhívás szinkron, tehát a hívó blokkolódik, ami különösen hátrányos, ha a hívás sokáig tart, és addig a hívó foglalkozhatna valami mással. Ebben az esetben lehet indítani egy dolgozó szálat, ahonnan a metódust meghívjuk. A legtöbb környezetben ehhez bőbeszédű kódszakasz és plusz adminisztráció szükséges. Ehhez képest az aszinkron hívás azonnal visszatér, további metódusok pedig megkönnyítik a hívó értesítését, vagy ha már nincs más tennivaló, és szükség van az eredményre, akkor a várakozást is.
Az aszinkron hívás egyik használata az aktív objektum tervminta. Alternatívája a szinkron metódushívás ígéret objektummal. Ennek egy példája egy webböngésző, aminek azelőtt meg kell jelenítenie a weboldalakat, hogy a képek betöltődnének.

## Megvalósításai

### Java osztály
Javában a FutureTask osztály eseményeket használ a probléma megoldására. Ez a változat több adminisztrációval jár, de hasznos szoftverkomponenseket reprezentáló objektumokhoz.

### .NET keretrendszer
- Aszinkron programozási modell (APM) a .NET 2.0-ig[6]
- Eseményalapú aszinkron minta (EAP) a .Net 2.0-ban[7]
- Feladatalapú aszinkron tervezési minta (TAP) a .NET 4.0-ban[8]

### Példa
A következő példa a minta laza értelmezésén alapul a .NET keretrendszerben. Egy adott Accomplish metódushoz hozzá kell adni a BeginAccomplish és az EndAccomplish metódusokat.
```
 
class
 
Example

 
{

   
Result
       
Accomplish
(
args
 
…
)

   
IAsyncResult
 
BeginAccomplish
(
args
 
…
)

   
Result
       
EndAccomplish
(
IAsyncResult
 
a
)

   
…

 
}

```

A BeginAccomplish hívásakor a kliens azonnal visszakap egy AsyncResult objektumot, ami implementálja az IAsyncResult interfészt. A hívó közben valami mással foglalkozhat. Ha ezzel végzett, akkor meghívja az EndAccomplish metódust, átadva az előbb megkapott objektumot, ami már blokkolja a hívót, amíg nincs kész az eredmény. Az AsyncResult objektumtól megkérdezhető, hogy fut-e még a hívott metódus:
```
 
interface
 
IAsyncResult

 
{

    
bool
 
HasCompleted
()

   
…

 
}

```

Egy callback metódus is átadható a BeginAccomplish metódusnak, ami majd meghívódik, ha a hívott metódus véget ér. Ez tipikusan meghívja az EndAccomplish metódust, hogy megszerezze a végeredményt. Ezzel az a problémája, hogy mivel a dolgozó szálban hívódik meg, versenyhelyzetet okozhat.
A .NET keretrendszerben az eseményalapú aszinkron minta egy alternatív API stílusra utal, ami a BeginAccomplish metódus helyett az AccomplishAsync metódust használja. Ezt a .NET 2.0-ban vezették be. Ekkor a végeredmény automatikusan a callback metódushoz kerül. Az API speciális mechanizmust használ a callback metódus futtatására, hogy abban a szálban fusson, ami a BeginAccomplish metódust hívta. Ez megszünteti a versenyhelyzet lehetőségét, egyszerűsíti az API használatát, viszont több objektumot hoz létre, ami több időbe kerül.

## Fordítás
Ez a szócikk részben vagy egészben  az   Asynchronous method invocation című angol Wikipédia-szócikk fordításán alapul.  Az eredeti cikk szerkesztőit annak laptörténete sorolja fel. Ez a jelzés csupán a megfogalmazás eredetét és a szerzői jogokat jelzi, nem szolgál a cikkben szereplő információk forrásmegjelöléseként.